# Kurt Pittner
Kurt Pittner (* 5. März 1943 in Wien) ist ein österreichischer Gewichtheber.

## Leben
Kurt Pittner wurde am 5. März 1943 in Wien geboren. 1957 kam er als 14-Jähriger durch einen Schulkameraden zum ersten Mal mit dem Hantelsport in Berührung. Er trainierte beim Meidlinger AK, zunächst sporadisch, nach zwei Jahren dann regelmäßig. 1960 erhöhte er nochmals sein Trainingspensum.
1962 wurde Kurt Pittner erstmals Staatsmeister. Danach leistete er seinen Wehrdienst ab. Es gelang ihm allerdings, in den Sportzug des Bundesheers eingeteilt zu werden. Das hiesige, intensivere Training versetzte Pittner in die Lage, 1963 bei der Staatsmeisterschaft Dritter zu werden. Ab 1964 folgten noch weitere 15 österreichische Titel.

### Internationale Karriere
1963 stand er erstmals im Donaupokal-Nationaldress. 1965 folgte die erste Teilnahme bei der Europameisterschaft und 1966 die erste WM-Teilnahme. Dennoch war Pittner in dieser Zeit noch kein Profisportler, er arbeitete nebenberuflich in einem Gaswerk als Hauselektriker, nachdem er seine Lehre zum Elektromechaniker bei der Firma Kapsch mit großem Erfolg abgeschlossen hatte und zwischenzeitlich auch bei der Post als Fernmeldemonteur tätig war. Später wurde er Sendetechniker für den ORF. Allerdings hatte er durch Intervention des späteren österreichischen Außenministers Erwin Lanc die Möglichkeit, auch in der Dienstzeit zu trainieren.
Bei der EM 1968 in Leningrad schaffte er die Qualifikation für die olympischen Sommerspiele 1968 in Mexiko. Dennoch wollte das ÖOC Pittner zunächst nicht ins Team nehmen, bis der damalige ÖGV-Sekretär Gottfried Schödl erfolgreich intervenierte. Kurt Pittner erreichte in Mexiko-Stadt einen 10. Rang im Bantamgewicht.
Bei der Weltmeisterschaft 1971 in Lima (Peru) konnte sich Pittner zwei Bronzemedaillen sichern. 1972 erreichte Kurt Pittner in München mit dem 5. Rang eine Platzierung, die das beste Ergebnis eines österreichischen Gewichthebers bei Olympischen Spielen seit dem Zweiten Weltkrieg ist. Ein Jahr später folgte wieder eine WM-Bronzemedaille. Obgleich er weiterhin Staatsmeistertitel gewann und einige Rekorde aufstellte, konnte er keine Goldmedaille erreichen, weder im Bantamgewicht, noch im Fliegengewicht. Aufgrund der Rahmenbedingungen bei den Olympischen Spielen 1976 reichte es für Kurt Pittner nur zu drei erfolglosen Reißversuchen. Daraufhin beendete er seine internationale Karriere. National blieb er weiterhin ungeschlagen. 1982 trat er zu seinem letzten Wettkampf an.

### Nach der sportlichen Karriere
Nach dem Ende seiner Karriere absolvierte Pittner erfolgreich die HTL-Abendschule.
Kurt Pittner spricht nur selten über seine Karriere, in den wenigen Fällen merkt auch jene Personen an, die ihn gefördert haben. Er sieht seinen Erfolg darin begründet, dass er fleißiger als andere trainiert, eine absolut sportliche Lebensweise geführt und sein Berufs- und Privatleben weitestgehend seinen sportlichen Zielen untergeordnet habe.
Kurt Pittner ist verheiratet und Vater eines Sohnes. Zu seinen Interessen zählen Haus und Garten, Wandern, Bergsteigen und Radfahren.

## Einsätze bei internationalen Hauptbewerben
| Ort          | Jahr | Platz | Gewicht (kg) | Drücken | Reißen | Stoßen | Zwei-/Dreikampf | Info                               |
| Mexiko-Stadt | 1968 | 10.   | (56)         | 97,5    | 100    | 125    | 322,5           | -                                  |
| München      | 1972 | 5.    | (60)         | 125     | 112,5  | 145    | 382,5           | -                                  |
| Montreal     | 1976 | 0.    | (56)         | –       | –      | –      | –               | mit 100 kg im Reißen ausgeschieden |

| Jahr | Ort          | Platz | Gewicht (kg) | Drücken | Reißen | Stoßen | Zwei-/Dreikampf | Info                                           |
| 1966 | Berlin       | 10.   | (56)         | 90      | 85     | 115    | 285             | -                                              |
| 1969 | Warschau     | 8.    | (60)         | 115     | 105    | 140    | 360             | -                                              |
| 1970 | Philadelphia | 0.    | (60)         | –       | –      | –      | –               | im Drücken ausgeschieden                       |
| 1971 | Lima         | 5.    | (60)         | 120     | 112,5  | 140    | 372,5           | Bronze im Drücken und Reißen                   |
| 1973 | Havanna      | 0.    | (60)         | –       | 115*   | 0**    | 0               | *Bronze im Reißen / ** im Stoßen ausgeschieden |
| 1974 | Manila       | 0.    | (60)         | –       | 115    | 0*     | 0               | *im Stoßen ausgeschieden                       |
| 1975 | Moskau       | 5.    | (56)         | –       | 105    | 127,5  | 232,5           | -                                              |

| Jahr | Ort         | Platz | Gewicht (kg) | Drücken | Reißen | Stoßen | Zwei-/Dreikampf | Info          |
| 1965 | Sofia       | 7.    | (56)         | 87,5    | 87,5   | 110    | 285             | -             |
| 1966 | Berlin      | 6.    | (56)         | 90      | 85     | 115    | 290             | -             |
| 1968 | Leningrad   | 6.    | (56)         | 100     | 95     | 125    | 320             | -             |
| 1969 | Warschau    | 6.    | (60)         | 115     | 105    | 140    | 360             | -             |
| 1970 | Szombathely | 7.    | (60)         | 115     | 105    | 137,5  | 357,5           | -             |
| 1971 | Sofia       | 6.    | (60)         | 122,5   | 112,5  | 145    | 380             | -             |
| 1973 | Madrid      | 5.    | (60)         | –       | 115    | 140    | 255             | -             |
| 1974 | Verona      | 0.    | (60)         | –       | –      | –      | –               | ausgeschieden |
| 1975 | Moskau      | 5.    | (56)         | –       | 105    | 127,5  | 232,5           | -             |
| 1976 | Berlin      | 7.    | (56)         | –       | 105    | 130    | 235             | -             |

| Jahr | Ort            | Platz | Gewicht (kg) | Drücken | Reißen | Stoßen | Zwei-/Dreikampf | Info          |
| 1963 | Sofia          | 6.    | (56)         | 75      | 75     | 100    | 250             | -             |
| 1965 | Budapest       | 5.    | (56)         | 87,5    | 82,5   | 112,5  | 282,5           | -             |
| 1966 | Wien           | 2.    | (56)         | 95      | 90     | 120    | 305             | -             |
| 1967 | Pressburg      | 4.    | (56)         | 95      | 85     | 115    | 295             | -             |
| 1968 | Donaueschingen | 2.    | (56)         | 97,5    | 95     | 125    | 317,5           | -             |
| 1969 | Bukarest       | 1.    | (56)         | 102,5   | 102,5  | 127,5  | 332,5           | -             |
| 1970 | Sofia          | 0.    | (60)         | –       | –      | –      | –               | ausgeschieden |
| 1971 | Split          | 2.    | (60)         | 120     | 107,5  | 140    | 367,5           | -             |
| 1972 | Budapest       | 2.    | (60)         | 117,5   | 115    | 140    | 372,5           | -             |
| 1973 | Havirov        | 2.    | (60)         | –       | 110    | 147,5  | 257,5           | -             |
| 1974 | Braunau        | 4.    | (60)         | –       | 105    | 130    | 235             | -             |
| 1976 | Galati         | 3.    | (56)         | –       | 105    | 130    | 235             | -             |